# Милковице (гмина)
Милковице (пол. Miłkowice) — сельская гмина (волость) в Польше, входит как административная единица в Легницкий повет, Нижнесилезское воеводство. Население — 6118 человек (на 2004 год).

## Демография
| Перепись                       | Всего   | Всего | Женщины | Женщины | Мужчины | Мужчины |
| ------------------------------ | ------- | ----- | ------- | ------- | ------- | ------- |
| Единицы                        | человек | %     | человек | %       | человек | %       |
| Население                      | 6118    | 100   | 3131    | 51,2    | 2987    | 48,8    |
| Плотность населения (чел./км²) | 70,8    | 70,8  | 36,3    | 36,3    | 34,6    | 34,6    |

## Соседние гмины
1. Гмина Хойнув
2. Гмина Кротошице
3. Гмина Кунице
4. Легница
5. Гмина Любин
6. Гмина Злоторыя